# پاولوفسک (سرزمین آلتای)
پاولوفسک (روسی: Па́вловск) یک منطقهٔ مسکونی در روسیه است که در سرزمین آلتای واقع شده‌است.